# Batalha do Ameixial
A Batalha do Ameixial foi travada, em Santa Vitória do Ameixial, a 8 de Junho de 1663, entre o exército espanhol e o exército português. 

## A batalha
O exército espanhol, comandado por D. João José de Áustria, invadiu Portugal saindo de Badajoz e pôs cerco a Évora que se rendeu. Era composto por 26 000 homens e pretendia dirigir-se depois a Alcácer do Sal para dividir Portugal em dois e alcançar a sua capital Lisboa.
Ficou livre apenas a estrada de Santiago do Cacém-Melides-Comporta, para comunicação do Baixo Alentejo e Algarve com o resto do país.
No entanto, na retaguarda do exército espanhol mantinha-se o português, sob o comando de D. Sancho Manoel Conde de Vila Flor, auxiliado pelas preciosas ajudas do Conde de Schomberg e o Conde da Ericeira, entre outros oficiais superiores.
Os dois exércitos encontraram-se em 8 de Junho nos campos de Ameixial a 5 km de Estremoz. Derrotados, os espanhóis retiraram-se para Arronches e depois para Badajoz. Assim, graças à vitória desta batalha, terminou um dos mais perigosos ataques espanhóis da Guerra da Restauração.

## Consequências

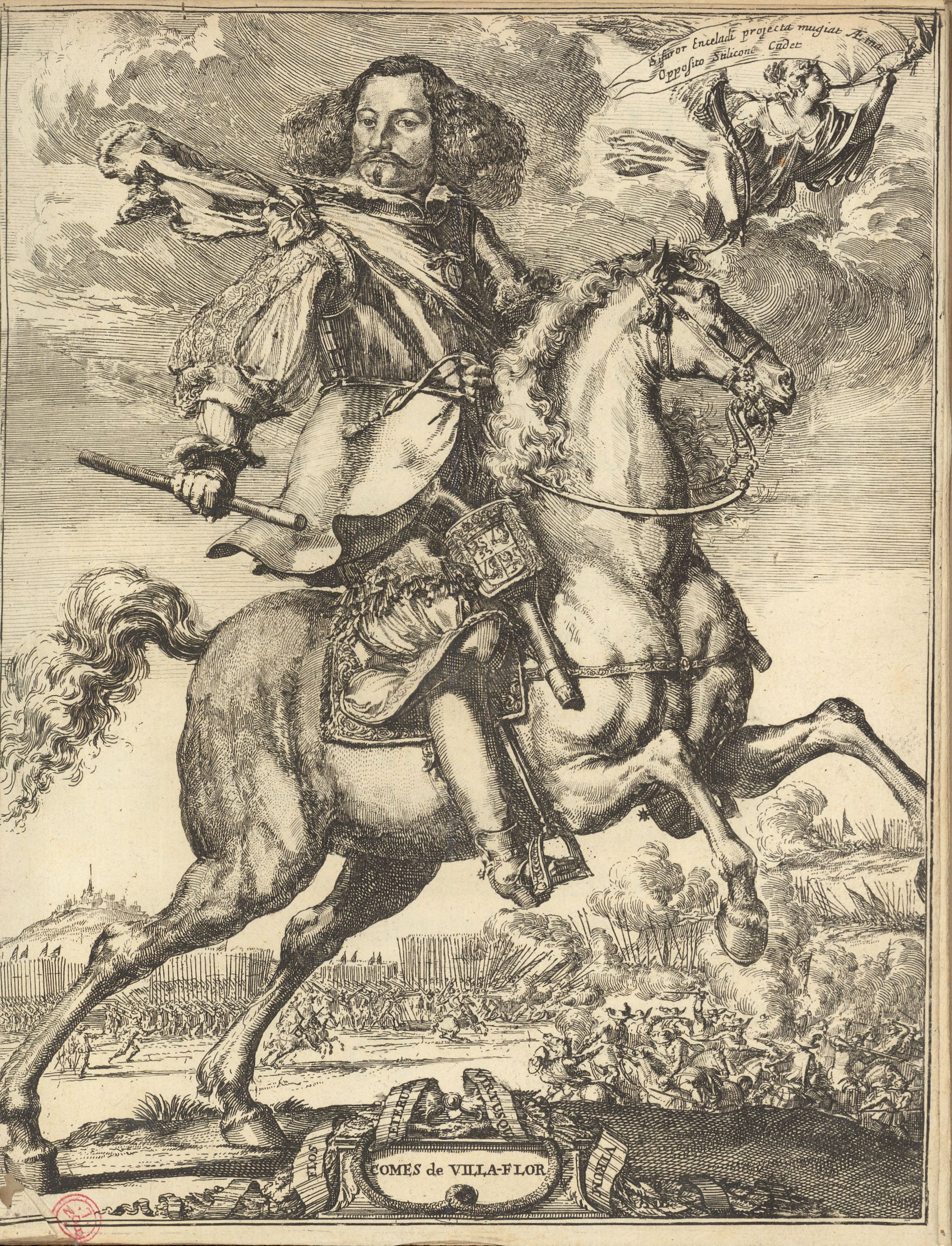
Retrato equestre do Conde de Vila Flor com a Batalha de Ameixial ao fundo, em Aplausos Académicos e Relação do Felice Sucesso da Célebre Vitória do Ameixial, 1673

Após a vitória foi erguido na Estrada do Cano um padrão comemorativo, o qual foi transferido para a E. N. 245, entre o final do século XIX e o início do século XX.
Em agradecimento, foi erigida em Santarém a Igreja de Nossa Senhora da Piedade.